# Tetszőlegesen nagy
A matematikában a tetszőlegesen nagy, tetszőlegesen kicsi, tetszőlegesen hosszú stb. kifejezéseket ilyen állításokban használják:
„ƒ(x) nem negatív tetszőlegesen nagy x-re.”
ami a következő kifejezés rövidebb formája:
„Bármely valós n-re ƒ(x) nem negatív valamely x>n értékre.”
A „tetszőlegesen nagy” nem egyezik meg az „elegendően nagy” kifejezéssel. Igaz állítás például, hogy a prímszámok tetszőlegesen nagyok lehetnek, hiszen végtelen sok van belőlük, ellenben nem igaz, hogy minden elegendően nagy szám prím. A „tetszőlegesen nagy” nem is végtelen nagyot jelent, hiszen a prímszámok (és a többi egész szám is) véges nagyságú.
Egyes esetekben az olyan kifejezéseket, hogy „P(x) igaz tetszőlegesen nagy x-re” elsősorban a mondanivaló nyomatékosítására használják, például annak kiemelésére, hogy „P(x) igaz minden x értékre, nem számít, x milyen nagy.” Ezekben az esetekben a „tetszőlegesen nagy” kifejezés nem a definíció szerinti módon értelmezendő, hanem logikailag a „mindegyik”, illetve „minden értékre” kifejezések szinonimája.
Az, hogy „bármilyen hosszú prímszámokból álló számtani sorozat létezik”, nem jelenti azt, hogy végtelen hosszú számtani sorozatok lennének a prímszámok között (nincsenek), mint ahogy azt sem, hogy létezik egy konkrét számtani sorozat a prímszámok között, ami valamilyen értelemben tetszőlegesen hosszú lenne; ehelyett azt jelenti, hogy bármilyen nagy n számot választva létezik olyan prímszámokból álló számtani sorozat, ami legalább n hosszúságú.
Az állítást, hogy „ƒ(x) nem negatív tetszőlegesen nagy x-re”, a következőképpen lehetne átfogalmazni:
{\displaystyle \forall n\in \mathbb {R} {\mbox{, }}\exists x\in \mathbb {R} {\mbox{ úgy, hogy }}x>n\land f(x)\geq 0}
Az „elegendően nagy” kifejezés a következőt eredményezné:
{\displaystyle \exists n\in \mathbb {R} {\mbox{ úgy, hogy }}\forall x\in \mathbb {R} {\mbox{, }}x>n\Rightarrow f(x)\geq 0}